# The Yardbirds
The Yardbirds é uma das mais importantes bandas de blues-rock da Inglaterra nos anos 60. Além da qualidade do seu trabalho, ficou famosa por ter tido três dos melhores guitarristas de todos os tempos em sua formação, sucessivamente, Eric Clapton, Jimmy Page e Jeff Beck. O grupo surgiu em Londres em 1963, mas só se tornou conhecido quando Clapton entrou para a banda.
Nesta época, segundo o próprio Eric Clapton na guitarra solo, eram cinco os integrantes que compunham o grupo: Keith Relf nos vocais Chris Dreja na guitarra base, Paul Samwell-Smith no Baixo e Jim McCarty na Bateria. (CLAPTON 2007, p. 57).
Fazendo covers do blues de Chicago, mas também investindo num estilo próprio, o The Yardbirds chegaram às paradas inglesas com a canção "For your love" (1964), que investia em um estilo mais pop. Isto desagradou a Eric Clapton, na época um purista do blues, que deixou a banda. Em seu lugar entrou Jeff Beck, que levou o grupo para uma "guinada" psicodélica e em 1966. Jimmy Page foi convidado a entrar para o grupo. Pouco depois, Beck saiu e Page assumiu a liderança do conjunto. A síntese "blues-rock" de 1965-1966 chamou a atenção da crítica, mas não conseguiram grande sucesso comercial.
As divergências sobre que rumos a banda deveria tomar ocasionaram o seu fim. Jimmy Page ainda formaria, em 1968, o New Yardbirds, banda que mais tarde mudaria o seu nome para Led Zeppelin.
Depois de um tempo fora de atividade, o grupo retomou carreira em 1992, permanecendo ativo até hoje.

## Discografia

#### Álbuns de estúdio
- (1965) For Your Love
- (1966) Having a Rave Up
- (1966) Roger the Engineer
- (1967) Little Games
- (2003) Birdland

#### Outros lançamentos
- (1964) Five Live Yardbirds
- (1966) Sonny Boy Williamson & the Yardbirds
- (1966) Over, Under, Sideways, Down
- (1966) The Yardbirds
- (1971) Live Yardbirds featuring Jimmy Page
- (1997) BBC Sessions
- (2001) Ultimate!
- (2003) Live! Blueswailing July '64
- (2004) Married with the Crammy
- (2006) Live in the B. B. King Blues Club